# Bernard Toon Gits

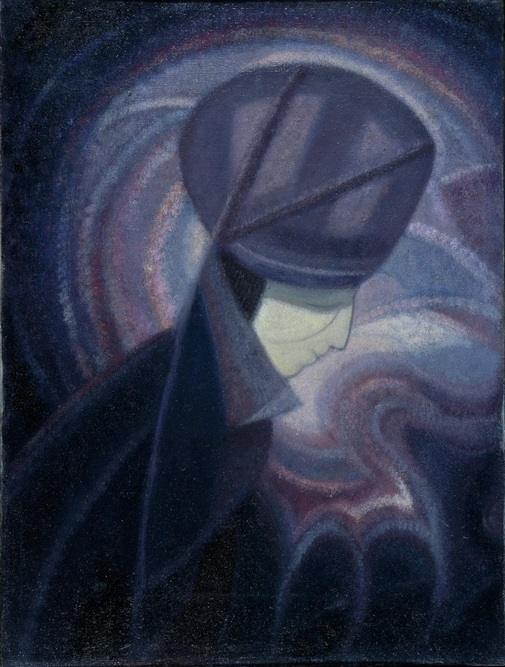
Madonna (1916). Uit de collectie van het Centraal Museum in Utrecht.

Bernard Toon Gits (geboren als Bernard Antoon Maria Gits in Ubbergen op 18 december 1891, gestorven te Rotterdam op 17 juni 1918) was een Nederlands schilder.

## Biografie
Gits volgde een opleiding tot kunstvorming aan de Academie voor Beeldende Kunsten in Rotterdam. Hij was lid van De Onafhankelijken te Amsterdam en werd in 1916 lid van de Volstrekt Modernen, ook in Amsterdam. In 1917 was hij een van de leden van De Branding, een kunstcollectief in Rotterdam dat werd opgericht als reactie op de beperkte mogelijkheid tot exposeren in die stad. Hij schreef ook theoretische opstellen over schilderkunst voor Holland Express en Het Getij.
Na een langdurige ziekte overleed Gits in 1918, op slechts 26-jarige leeftijd.
Het Centraal Museum in Utrecht heeft een drietal werken van Gits in de collectie.

## Werken

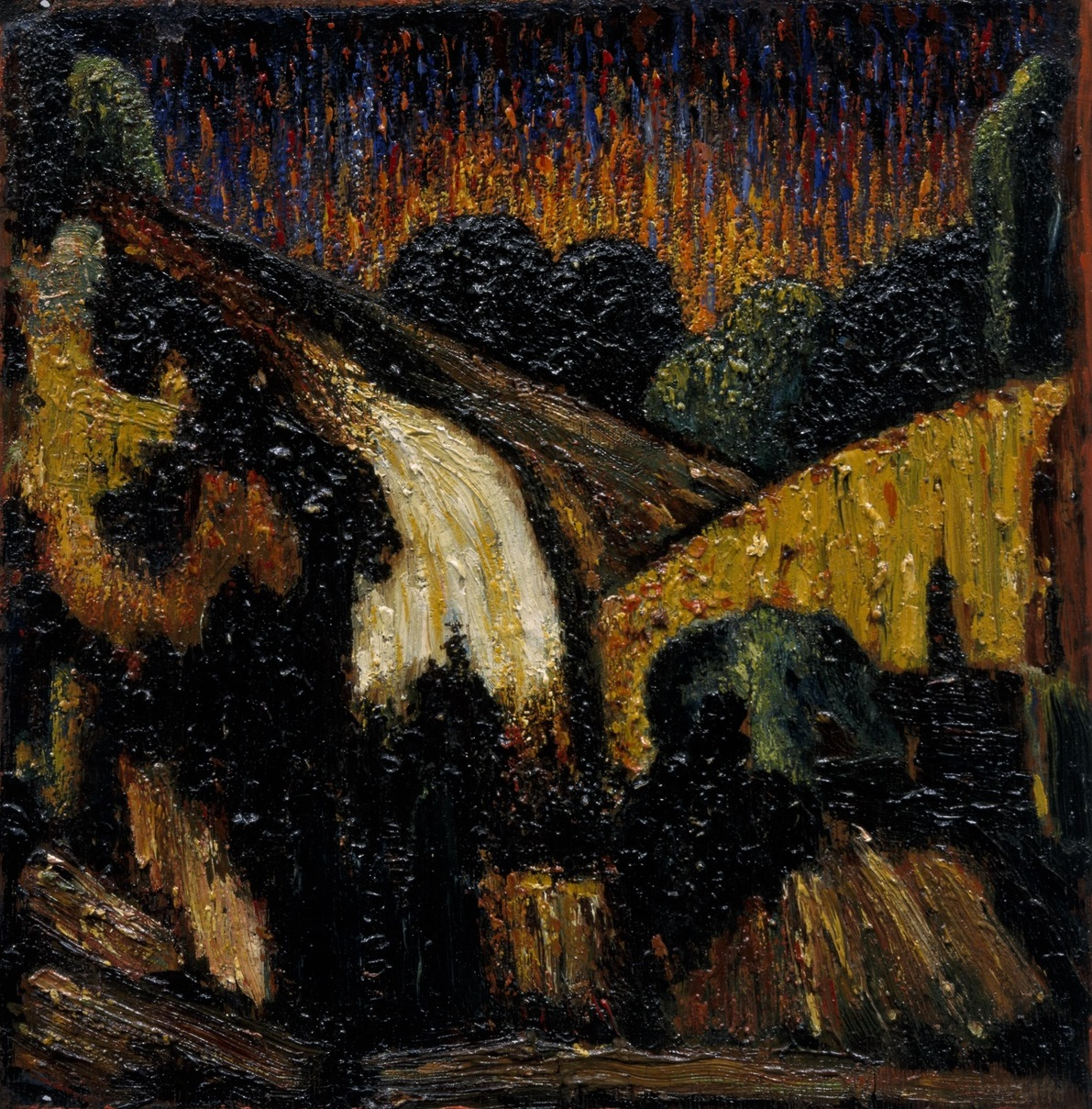
Lied van de Aarde (1916). Centraal Museum Utrecht.
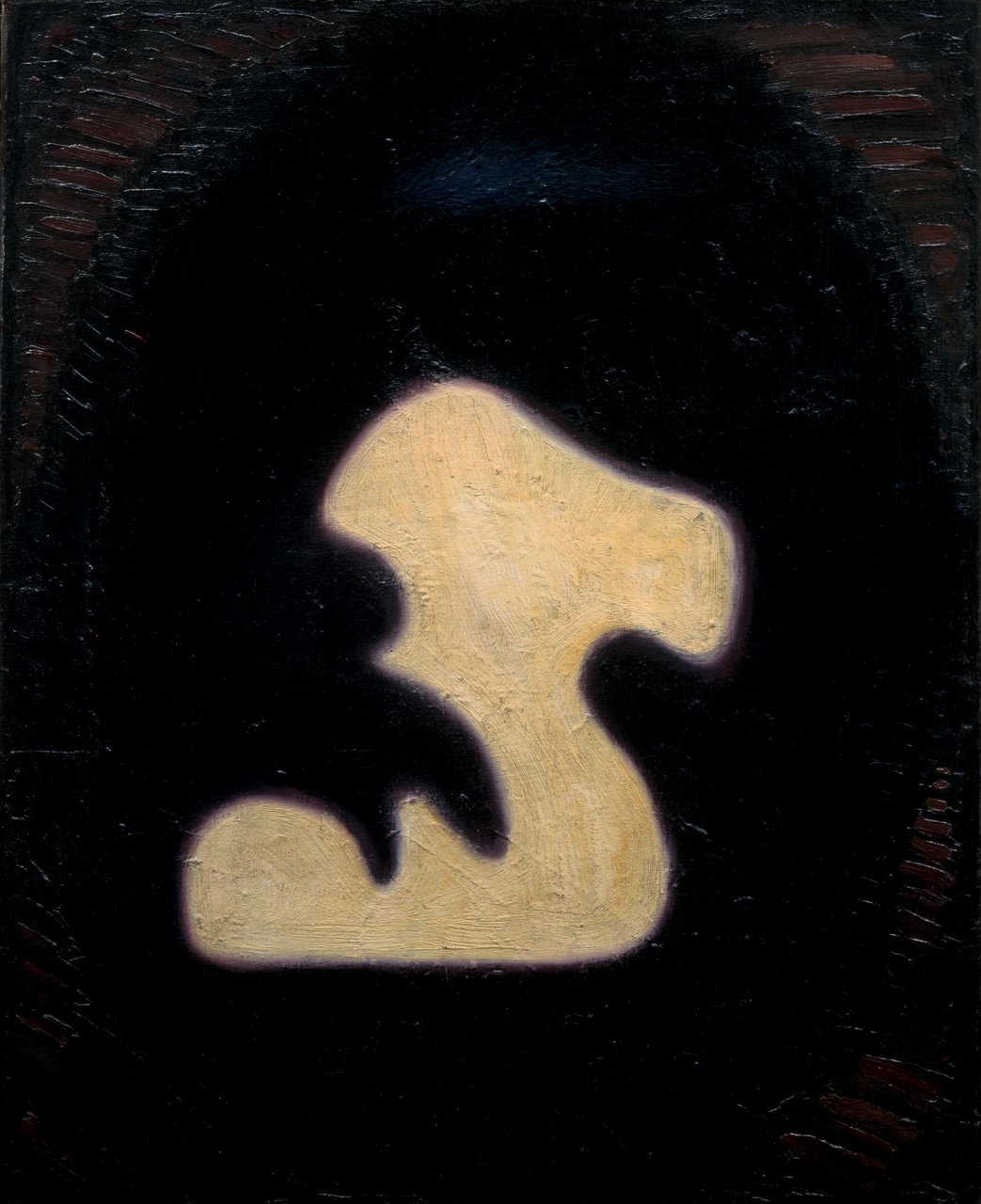
Visionar schilderij (1916). Centraal Museum Utrecht.

- Biografisch Portaal: 78142969
- International Standard Name Identifier: 0000 0003 8755 4649
- Nederlandse Thesaurus van Auteursnamen: 260526223
- RKD-Nederlands Instituut voor Kunstgeschiedenis: 32008
- Virtual International Authority File: 280529478
- WorldCat: E39PBJgmKHfpWTj4tyRwHK3RKd